# فلاح المورقي
فلاح بن خالد بن فلاح المورقي العتيبي شاعر كويتي من مواليد الكويت 1988م ميلادية بدأ دخوله مجال الشعر عام 2003م وشارك في برنامج شاعر المليون النسخة الرابعة وتحقيقه المركز الثاني مما ساعده في انتشار اسمه في الخليج العربي بسرعة كبيرة. وأطلق عليه جماهيرة لقب (مستقبل عتيبة).

## نشأته
نشأ وتربى في دولة الكويت تحت ظل والده ثم ابتعث إلى المملكة المتحدة البريطانية وكان برفقته ودامت هذه الرحلة لمدة ثلاث سنوات. وكذلك يجيد «اللغة الأنجليزية» ثأثر بكبار الشعراء اواسط الساحة الشعبية امثال (مطلق الثبيتي - مستور العصيمي - حبيب العازمي - صياف الحربي) قابل العديد من الشعراء المتواجدين حالياً على الساحة الشعبية.